# Oksana Domnina
Oksana Aleksandrovna Domnina (ryska: Оксана Александровна Домнина), född 17 augusti 1984 i Kirov, Ryssland, är en rysk konståkare. Tillsammans med sin partner Maksim Sjabalin vann hon brons i isdans vid Olympiska vinterspelen i Vancouver 2010.